# Зеленопіль
Зеле́нопіль — село в Україні, у Розівській селищній громаді Пологівського району Запорізької області. Населення становить 355 осіб. До 2018 орган місцевого самоврядування — Новозлатопільська сільська рада.
Село тимчасово окуповане російськими військами 24 лютого 2022 року в ході російсько-української війни.

## Географія
Село Зеленопіль знаходиться за 3 км від села Надійне та за 4 км від села Новозлатопіль (колишнє Пролетарське). По селу протікає пересихний струмок із загатою.

## Історія
1886 року в єврейській колонії Зелене Поле (Мадлер) при Зеленому яру мешкало 930 осіб, налічувалось 51 дворове господарство, існувала синагога.
12 червня 2020 року, відповідно до розпорядження Кабінету Міністрів України № 713-р «Про визначення адміністративних центрів та затвердження територій територіальних громад Запорізької області», увійшло до складу Розівської селищної громади.
19 липня 2020 року, в результаті адміністративно-територіальної реформи та ліквідації  Розівського району увійшло до складу Пологівського району.